# A muerte
A muerte es una serie de televisión por internet española de comedia romántica creada y dirigida por Dani de la Orden originalmente para Atresplayer. Está protagonizada por Verónica Echegui y Joan Amargós. Aunque originalmente tuvo previsto su estreno como una serie original de Atresplayer, finalmente se estrenó en Apple TV+ el 5 de febrero de 2025, y tiene previsto ser lanzada en Atresplayer el 15 de junio de 2025.

## Trama
Tras su diagnóstico de cáncer de corazón, el prudente Raúl (Joan Amargós) se reencuentra con Marta (Verónica Echegui), de espíritu libre y recientemente embarazada. Los dos retoman una amistad que comenzó en la infancia, y esta relación causada por el destino comienza a poner a prueba sus creencias sobre el amor.

## Reparto
- Verónica Echegui como Marta
- Joan Amargós como Raúl

## Capítulos
| N.º | Título                       | Dirigido por     | Escrito por                 | Fecha de estreno en Apple TV+ | Fecha de estreno en Atresplayer |
| --- | ---------------------------- | ---------------- | --------------------------- | ----------------------------- | ------------------------------- |
| 1   | «Eros y tanatorio»           | Dani de la Orden | Oriol Capel y Natalia Durán | 5 de febrero de 2025          | 15 de junio de 2025             |
| 2   | «La cita»                    | Dani de la Orden | Oriol Capel y Natalia Durán | 5 de febrero de 2025          | 22 de junio de 2025             |
| 3   | «El arte de la publicidad»   | Oriol Pérez      | Oriol Capel y Natalia Durán | 12 de febrero de 2025         | 29 de junio de 2025             |
| 4   | «¿Quién vive ahí?»           | Dani de la Orden | Natalia Durán y Oriol Capel | 19 de febrero de 2025         | 6 de julio de 2025              |
| 5   | «Automoción»                 | Oriol Pérez      | Natalia Durán y Oriol Capel | 26 de febrero de 2025         | 13 de julio de 2025             |
| 6   | «La noche más corta del año» | Dani de la Orden | Natalia Durán y Oriol Capel | 5 de marzo de 2025            | 20 de julio de 2025             |
| 7   | «Hasta que llegó su hora»    | Dani de la Orden | Natalia Durán y Oriol Capel | 12 de marzo de 2025           | 27 de julio de 2025             |

## Producción
El 13 de junio de 2023, durante la presentación de sus entonces futuros proyectos originales en el evento Atresplayer Day, Atresplayer anunció que estaba desarrollando, entre otros proyectos, la serie A muerte, la cual estaba creada y dirigida por Dani de la Orden y estaría protagonizada por Verónica Echegui y Joan Amargós. Un mes después, el 11 de julio de 2023, Atresplayer anunció que el rodaje de la serie había comenzado en Barcelona. Ese mismo día, también se anunció el reparto completo de la serie, el cual incluiría las colaboraciones especiales de Berto Romero, Leticia Dolera, Emma Vilarasau, Blanca Apilánez, Pep Munné y Lluís Marco.

## Lanzamiento y marketing
Originalmente, A muerte tenía previsto estrenarse en Atresplayer como una serie original de la plataforma. Sin embargo, el 12 de diciembre de 2024, Apple TV+ anunció que había adquirido la serie y sería ahora su plataforma de emisión original. Ese mismo día, la plataforma anunció que estrenaría la serie a nivel mundial el 5 de febrero de 2025 con sus dos primeros capítulos, seguido de un capítulo semanal hasta terminar el 12 de marzo de 2025. A pesar del anuncio, la propietaria de Atresplayer, Atresmedia Televisión, confirmó que la serie aún tenía previsto estrenarse en su plataforma, después de su recorrido inicial en Apple TV+. El 16 de mayo de 2025, Atresplayer anunció que la serie finalmente llegaría a su plataforma el 15 de junio de 2025.